# Poul Sørensen
Poul Sørensen, danski rokometaš, * 23. april 1954.
Leta 1984 je na poletnih olimpijskih igrah v Los Angelesu v sestavi danske rokometne reprezentance osvojil 4. mesto.